# Nagari Sungai Durian
Nagari Sungai Durian is een bestuurslaag in het regentschap Solok van de provincie West-Sumatra, Indonesië. Nagari Sungai Durian telt 662 inwoners (volkstelling 2010).